# Dobromirtsi
Dobromirtsi (Bulgaars: Добромирци, Turks: Emirler) is een dorp in het zuiden van Bulgarije. Het is gelegen in de gemeente Kirkovo, oblast Kardzjali. Het dorp ligt hemelsbreed 31 km ten zuidwesten van de stad Kardzjali en 213 kilometer ten zuidoosten van Sofia. 

## Bevolking
Het dorp Dobromirtsi had bij een schatting van 2020 een inwoneraantal van 573 personen. Dit waren 214 mensen (59,6%) meer dan 359 inwoners bij de officiële census van februari 2011. De gemiddelde jaarlijkse groei in die periode komt daarmee uit op 4,8%, hetgeen hoger is dan het landelijk jaarlijks gemiddelde over deze periode (-0,63%). In 1985 woonden er echter nog 907 personen in het dorp: veel etnische Turken (en andere moslims) verlieten destijds Bulgarije als gevolg van de assimilatiecampagnes van het communistisch regime van Todor Zjivkov, waarbij alle Turken en andere moslims in Bulgarije christelijke of Bulgaarse namen moesten aannemen en afstand moesten doen van hun islamitische gewoonten.
- 1934 359
Koninkrijk Bulgarije
- 1946 474
Volksrepubliek Bulgarije
- 1956 561
Volksrepubliek Bulgarije
- 1965 730
Volksrepubliek Bulgarije
- 1975 791
Volksrepubliek Bulgarije
- 1985 907
Volksrepubliek Bulgarije
- 1992 572
Republiek Bulgarije
- 2001 426
Republiek Bulgarije
- 2011 359
Republiek Bulgarije
- 2020 573
Republiek Bulgarije

- Koninkrijk Bulgarije
- Volksrepubliek Bulgarije
- Republiek Bulgarije

In het dorp wonen nagenoeg uitsluitend etnische Turken. In de optionele volkstelling van 2011 identificeerden 275 van de 286 ondervraagden zichzelf als etnische Turken - oftewel 96,2% van alle ondervraagden. De overige ondervraagden noemden zichzelf vooral etnische Bulgaren (3 personen of 1%) of hebben geen etnische achtergrond gespecificeerd. 
| Etnische samenstelling van de respondenten (2011) | Etnische samenstelling van de respondenten (2011) | Etnische samenstelling van de respondenten (2011) | Etnische samenstelling van de respondenten (2011) | Etnische samenstelling van de respondenten (2011) |
| ------------------------------------------------- | ------------------------------------------------- | ------------------------------------------------- | ------------------------------------------------- | ------------------------------------------------- |
|                                                   |                                                   |                                                   |                                                   |                                                   |
| Bulgaren                                          | Bulgaren                                          |                                                   | 1,0%                                              | 1,0%                                              |
| Turken                                            | Turken                                            |                                                   | 96,2%                                             | 96,2%                                             |
| Roma                                              | Roma                                              |                                                   | 0,0%                                              | 0,0%                                              |
| Anders/Onbekend                                   | Anders/Onbekend                                   |                                                   | 2,8%                                              | 2,8%                                              |